# Igora Drive
Igora Drive (in russo: Игора Драйв), progettato dall'architetto tedesco Hermann Tilke, è un complesso motoristico permanente situato nei pressi di Novozhilovo (a 54 km da San Pietroburgo), nell'oblast' di Leningrado, in Russia.
La sua costruzione è iniziata nel 2017 ed è stato inaugurato nel 2019.

## Descrizione
Il complesso ospita 10 circuiti, tra cui uno principale e altri destinati a disputare gare di drifting, karting, motocross, rallycross, e supermoto. Esso ospita anche un centro per l'addestramento alla sicurezza stradale. 

### Circuito principale
Il tracciato principale è lungo 4 086 m, possiede 14 curve e da novembre 2020 ha ottenuto la licenza FIA di grado 1. Essa è larga 12 m e ha un dislivello di 17 m. Le tribune attorno a esso hanno una capienza totale di 50 000 posti.
Nel 2023 sono state effettuate delle modifiche a tale tracciato in vista dello spostamento in tale sede del Gran Premio di Russia. Questi cambiamenti apporteranno complessivamente un aumento della lunghezza della pista — la quale arriverà a un totale di 5 180 m — e dei rettilinei, un aumento della pendenza di alcuni tratti del tracciato, anche fino al 12%, e una completa riprogettazione della parte finale, che vedrà l'abolizione della curve 13, 14 e 15 e che sarà parte del terzo settore. Tuttavia, a causa del Conflitto russo-ucraino, l'edizione russa del Gran Premio è stata cancellata 

### Circuiti del complesso
Nella seguente tabella sono elencati tutti i circuiti del complesso di Igora Drive e le loro principali caratteristiche.
| Disciplina                | Lunghezza/Area | Curve | Note                                                                         |
| ------------------------- | -------------- | ----- | ---------------------------------------------------------------------------- |
| Varie                     | 4 086 m        | 15    | Possiede la licenza FIA di grado 1                                           |
| Drifting                  | 450 m          |       |                                                                              |
| Rallycross                | 1 250 m        | 12    |                                                                              |
| Motocross                 | 1 750 m        | 15    |                                                                              |
| Motocross                 | 333 m          |       | Usato per l'allenamento dei bambini                                          |
| Karting                   | 1 200 m        | 16    |                                                                              |
| Supermoto                 | 1 328 m        | 24    |                                                                              |
| Corse in coppia           | 1 129 m        | 14    |                                                                              |
| Cross endurance           | 591 m          | 10    |                                                                              |
| Centro sicurezza stradale | 47 000 m²      |       | Dotato di piscina per l'acquaplaning e coperto con diversi tipi di superfici |

## Competizioni
Nel 2019 il complesso ha firmato un accordo di tre anni con proroga di due per ospitare la Deutsche Tourenwagen Masters. La prima gara della stagione 2020 avrebbe dovuto svolgersi dal 29 al 31 maggio 2020, assieme alla prima gara della W Series 2020; entrambe sono state tuttavia annullate a causa della pandemia di COVID-19.
A Igora Drive avrebbe dovuto disputarsi anche il rallycross di Russia per il campionato del mondo rallycross 2020. L'evento è stato però rimosso dal programma per problemi contrattuali.
Tale complesso è dal 2020 anche una delle sedi della Russian Circuit Racing Series.
A partire dalla stagione 2023 del campionato mondiale di Formula 1, il tracciato principale di Igora Drive sarebbe inizialmente diventato la nuova sede del Gran Premio di Russia, prendendo il posto dell'autodromo di Soči. A seguito dell'invasione russa dell'Ucraina, nel corso del 2022 il contratto per la disputa della gara viene terminato, concludendo allo stesso tempo il contratto per la disputa del Gran Premio nelle stagioni successive.

## Tempi record
| Categoria                                 | Pilota                                    | Veicolo                                   | Tempo                                     | Evento                                                |
| Circuito principale (2019–2022): 4 086 km | Circuito principale (2019–2022): 4 086 km | Circuito principale (2019–2022): 4 086 km | Circuito principale (2019–2022): 4 086 km | Circuito principale (2019–2022): 4 086 km             |
| ----------------------------------------- | ----------------------------------------- | ----------------------------------------- | ----------------------------------------- | ----------------------------------------------------- |
| GT4                                       | Anton Nemkin                              | Mercedes-AMG GT4                          | 1'40"105                                  | Russian Circuit Racing Series 2021 - Turno 3 - Gara 1 |
| Gruppo TCR                                | Kirill Ladygin                            | LADA Vesta Sport TCR                      | 1'40"235                                  | Russian Circuit Racing Series 2020 - Turno 2 - Gara 1 |
| Gruppo CN                                 | Šota Abchazava                            | Artline Legends EVO                       | 1'44"359                                  | Russian Circuit Racing Series 2021 - Turno 3 - Gara 1 |